# 袁市鄉
袁市鄉（袁市公社），是四川省鄰水縣下轄的一個鄉鎮級行政單位。

## 沿革[1]
- 1949年12月，九龍區人民政府即建立了袁市鄉公所。1950年2月，袁市鄉公所劃歸豐禾區人民政府領導。1951年6月9日，劃歸第六區(袁市區)公所領導。1952年8月，第六區公所改稱第七區公所，袁市鄉公所歸第七區公所領導。1953年4月24日，袁市鄉公所改稱袁市鄉人民政府。1956年1月16日，袁市鄉人民政府改稱袁市鄉人民委員會，直屬縣人民政府領導。1958年9月22日，袁市鄉人委改稱袁市人民公社。1961年4月27日，縣委決定正式設置袁市區，袁市人民公社歸袁市區公所領導。1966年5月「文革」開始後，袁市人民公社工作受到干擾。1967年1月，為了破「四舊」，袁市人民公社改稱向陽人民公社。3月，由公社武裝幹部和群眾代表主持下成立了向陽人民公社生產辦公室，負責公社日常工作。1968年11月10日，經縣人武部黨委批准，向陽人民公社革命委員會成立。1973年5月12日，經地革委批准向陽公社革委會改稱袁市人民公社革命委員會。1976年10月粉碎「四人幫」後，袁市人民公社的行政組織機構仍然是革命委員會。1981年3日，縣委決定撤銷袁市人民公社革委會，建立袁市人民公社管理委員會，管委會設正、副主任。1984年1月，根據中共中央體制改革要求，縣委又決定撤銷袁市人民公社管委會，建立袁市鄉人民政府。